# 中津町駅
中津町駅（なかつまちえき）は、かつて岐阜県中津川市に存在した北恵那鉄道北恵那鉄道線の駅（廃駅）。中央本線中津川駅の西、約300 mに存在した。

## 概要
北恵那鉄道の中心の駅であり、北恵那鉄道の本社や車両基地、運転基地などがあり、広い構内を有していた。駅名は当時の町名（恵那郡中津町）に由来するが、町名は「なかつちょう」だったのに対し、駅名は「なかつまち」だった。
北恵那鉄道は日本国有鉄道（国鉄）と連帯運輸契約を結んでおり、中津町駅と中津川駅の間に約500 mほどの貨物連絡線路が敷設されており、国鉄貨車が北恵那鉄道線に乗り入れる運用が行なわれていた。旅客営業は行なわれず、旅客は徒歩（徒歩5分程）での乗り換えとなっていた。

## 歴史
- 1924年（大正13年）8月5日：北恵那鉄道線開通に際し開業。
- 1942年（昭和17年）：本社を名古屋市から当駅駅舎2階に移転。
- 1957年（昭和32年）：構内に変電所を新設。
- 1963年（昭和38年）
  - 1月16日：木曽川橋梁橋脚嵩上げ工事のため、当駅 - 恵那峡口間の運行を休止してバス代行を実施。
  - 4月1日：当駅 - 恵那峡口間の運行を再開。
- 1978年（昭和53年）9月18日：北恵那鉄道線とともに廃止。

## 駅施設
有人駅。1面1線のホームを有していた。ホームは1面のみであったが、引込み線が多数存在した。
駅舎は木造2階建て、2階に北恵那鉄道本社が存在した。

## 現在の状況
駅跡は王子マテリア駐車場と北恵那交通の駐車場と車輌検査工場になっていたが、現在は車輌検査工場は閉鎖・解体され、名鉄協商が営業する有料駐車場となっている。

## 隣の駅
北恵那鉄道
北恵那鉄道線
中津町駅 - 恵那峡口駅